# 周宣王東征之戰
周宣王東征之戰發生於前822年，周宣王征服東方淮夷、徐國的战争。
宣王六年（前822年），周宣王命召穆公及卿士南仲、太師南仲皇父及程伯休父率周六師征討淮夷。大軍沿淮水東行，沿途對淮夷民眾廣施恩澤。經過激烈戰鬥，周軍擊敗淮夷中勢力最強的徐國。徐國歸降後，淮夷各方國、部族皆臣服於周。前810年，南仲派駒父、高父前往淮夷，各方國都奉命迎接來使，進獻財物。
《詩經》中《江漢》一诗歌颂召穆公征讨淮夷胜利，《常武》一诗歌颂周宣王命太師南仲皇父率军出征徐國使之归顺。